# 獒犬
獒犬（英語：Molosser），一種大型而強壯的犬類家族，在它之下包含了幾個犬種，但它們都源自同一個祖先。

## 外稱
這個名稱，源自摩羅西亞（Molossia），屬於古希臘的伊庇魯斯王國（Epirus），被稱為摩羅修斯（Molossus）的當地牧羊犬。
它有另一個專有名詞英語：，源自於英國獒犬（English Mastiff），一種來自英格蘭的塞爾特犬，具有兩千年的歷史。西班牙語稱為 ，日耳曼語族稱為 Dogge，羅曼語族稱為 dogue 或 dogo。
根據FCI世界畜犬聯盟的分類，獒犬（Mastiff type）這個家族的犬種有：鬥牛獒（Bullmastiff）、土佐犬（Tosa）、波爾多獒犬（Dogue de Bordeaux）、巴西菲勒獒犬（Fila Brasileiro）、阿根廷杜高犬（Dogo Argentino）、那不勒斯獒犬（Mastino Napoletano）、義大利卡斯羅犬（Cane Corso Italiano）、大丹犬（Deutsche Dogge）、羅威那犬（Rottweiler）、拳師犬（Deutscher Boxer）、加納利犬（Presa Canario）、沙皮犬（Shar Pei）等。
而西藏獒犬（Tibetan Mastiff）、高加索犬（Caucasian Shepherd Dog）、坎高犬（Kangal Shepherd Dog）等，則被FCI世界畜犬聯盟歸類為山犬（Mountain type）。

## 歷史
獒犬的先祖可能來自中亞草原。
在歷史上，最早出現的獒犬記載，起源於希臘西部的伊庇魯斯國王摩羅瑟斯（King Mollossus of Epirus），神話英雄阿基里斯的孫子，他以培育出這種狗而著稱。約在公元前2800年發生的特洛伊戰爭期間被使用作戰犬，戰場上表現勇猛無匹，使得地中海沿岸各地均趨之若鶩。擅長貿易的希臘人，將這種狗帶上商船，使它擴展到亞洲各地，並且出現許多不同的犬種。隨後這種狗也被出口到蒙古、美索不達米亞與中亞，它們與當地犬種混種的結果，出現了長毛以及各種顏色的品種。但是它們的高大身材，大頭，以及大而短的鼻口，這些主要特徵仍然被保留下來。在巴比倫地區，這種狗極為被重視，在西元前四世紀的楔形文字泥版上，也有它的記載。亞述人用它來打獵，在西元前7世紀的亚述巴尼拔宮殿壁畫上，有獒犬追獵野馬跟驢子的繪畫。在波斯帝國時代，薛西斯一世在軍隊中養育大量獒犬，用來協助作戰，獒犬也隨著波斯帝國的擴張，遍布於埃及至小亞細亞一帶。
羅馬帝國時，獒犬被用來在競技場上，與獅子進行打鬥，當作群眾的娛樂。許多山犬（Mountain dog）的血緣，都可以追蹤到這個時期。 阿蘭人將這種狗由中亞帶往東歐地區，它們被稱為Alaunt，或是西班牙文的Alano。在欧洲民族大迁徙時，獒犬隨著阿蘭人，遷徙到法國、西班牙以至於北非一帶。進入英格蘭的獒犬，源自於聖伯納犬的祖先阿爾卑斯獒犬（Alpine Mastiff），在英國形成英國獒犬這個品種。